# ایالات متحده آمریکا در المپیک تابستانی ۱۹۹۲
ایالات متحده آمریکا در بازی‌های المپیک تابستانی ۱۹۹۲ که در بارسلونا اسپانیا برگزار شد، با ۵۴۵ ورزشکار (۳۵۵ مرد، ۱۹۰ زن) در ۲۸ رشته ورزشی شرکت نمود و موفق به کسب ۱۰۸ مدال (۳۷ طلا، ۳۴ نقره، ۳۷ برنز) شد که در رتبه ۲ مسابقات قرار گرفت.